# Eliptické integrály
Eliptický integrál je v integrálním počtu jednou z řady příbuzných funkcí definovaných pomocí integrálů, které poprvé studovali Giulio Fagnano a Leonhard Euler okolo roku 1750. Jejich název pochází z toho, že původně vznikly v souvislosti s problémem nalezení délky oblouku elipsy.

## Definice
Moderní matematika definuje eliptický integrál jako funkci {\displaystyle f}, kterou lze vyjádřit ve tvaru:
{\displaystyle f(x)=\int _{c}^{x}R\left(t,{\sqrt {P(t)}}\right)\,dt},
kde {\displaystyle R} je racionální funkce dvou proměnných, {\displaystyle P} je polynom třetího nebo čtvrtého stupně bez násobných kořenů a {\displaystyle c} je konstanta.

## Druhy integrálů
Provedeme-li v Jacobiho integrálu substituci {\displaystyle t=\sin \varphi }, dostaneme úplný eliptický integrál prvního druhu (s modulem k):
{\displaystyle F(k,{\frac {\pi }{2}})=\int _{0}^{\frac {\pi }{2}}{\frac {d\varphi }{\sqrt {1-k^{2}\sin ^{2}\varphi }}}}.
Úplný eliptický integrál druhého druhu máme ve tvaru:
{\displaystyle E(k,{\frac {\pi }{2}})=\int _{0}^{\frac {\pi }{2}}{\sqrt {1-k^{2}\sin ^{2}\varphi }}\ \ d\varphi }
kde {\displaystyle 0<k<1}.